# Хосе Рикелме Баго
Хосе Рикелме Лопес Баго (на испански: José Riquelme y López Bago) е испански генерал, известен с участието си във Втората мароканска война и Гражданската война в Испания. Той се противопоставя на диктатурата на генерал Мигел Примо де Ривера.
През 1987 г. е почетен посмъртно от крал Хуан Карлос, който му възстановява званието генерал-лейтенант.

## Биография
Рикелме прекарва по-голямата част от военната си кариера в Африка, по време на Рифската война. През 1921 г. е полковник и началник на местната полиция. След битката при Аннуал участва в конфронтация с генерал Хосе Санхурхо за Експедиенте Пикасо. През 1924 г. участва в битката за Тетуан.
През 1929 г. е член на военния съд, който съди Хосе Санчес Гера за артилерийския бунт в Сиудад Реал. Оправдаването на консервативния политик кара Рикелме да бъде пренебрегнат за по-нататъшни назначения.
Министърът на войната Алехандро Леру представя указ от 15 февруари 1935 г. за подпис на президента на републиката, назначавайки Рикелме за началник на Втори органичен отдел, базиран в град Севиля.
Служи като главнокомандващ на Първи военен регион от първите дни на въстанието на генерал Франсиско Франко и в края на войната заема поста генерален командир на вътрешната зона на източния регион (Каталония).
Като генерал от пехотната бригада остава верен на републиканското правителство от първите дни на Гражданската война в Испания. Рикелме командва силите, които атакуват Толедо и по-късно участват в битката при Гуадарама. Въпреки това, в началото на септември неговите сили претърпяват тежки поражения в Оропеса и Талавера де ла Рейна. Уволнен през 1938 г. се връща на служба като военен командир на Барселона.

## Изгнание и смърт
От 1939 г. след падането на Каталония, Рикелме е заточен във Франция до смъртта си в Париж през 1972 г. Тленните му останки са погребани в гробището Пер Лашез, Париж.